# 三島田町站

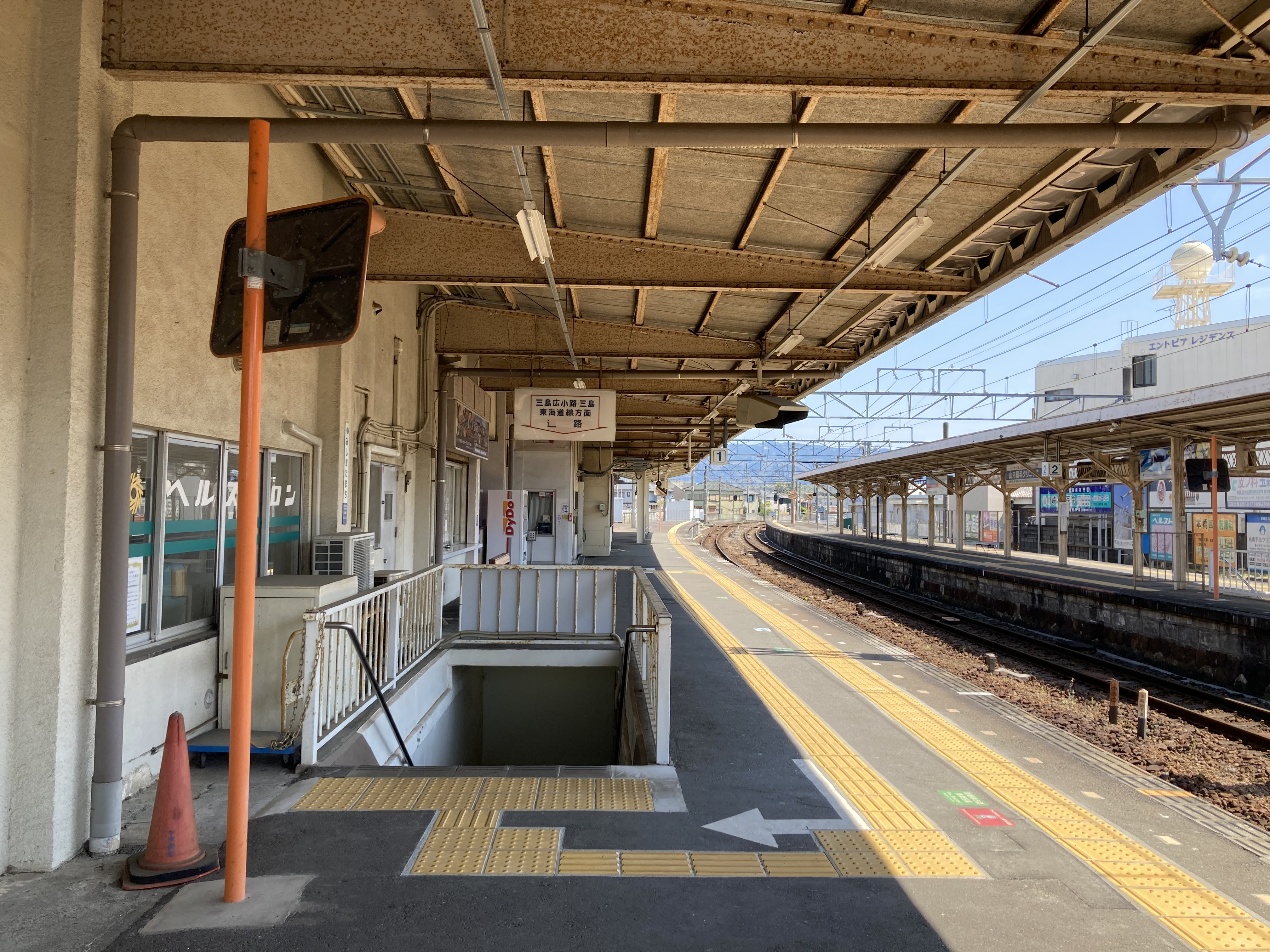
1號月台(2023年4月)

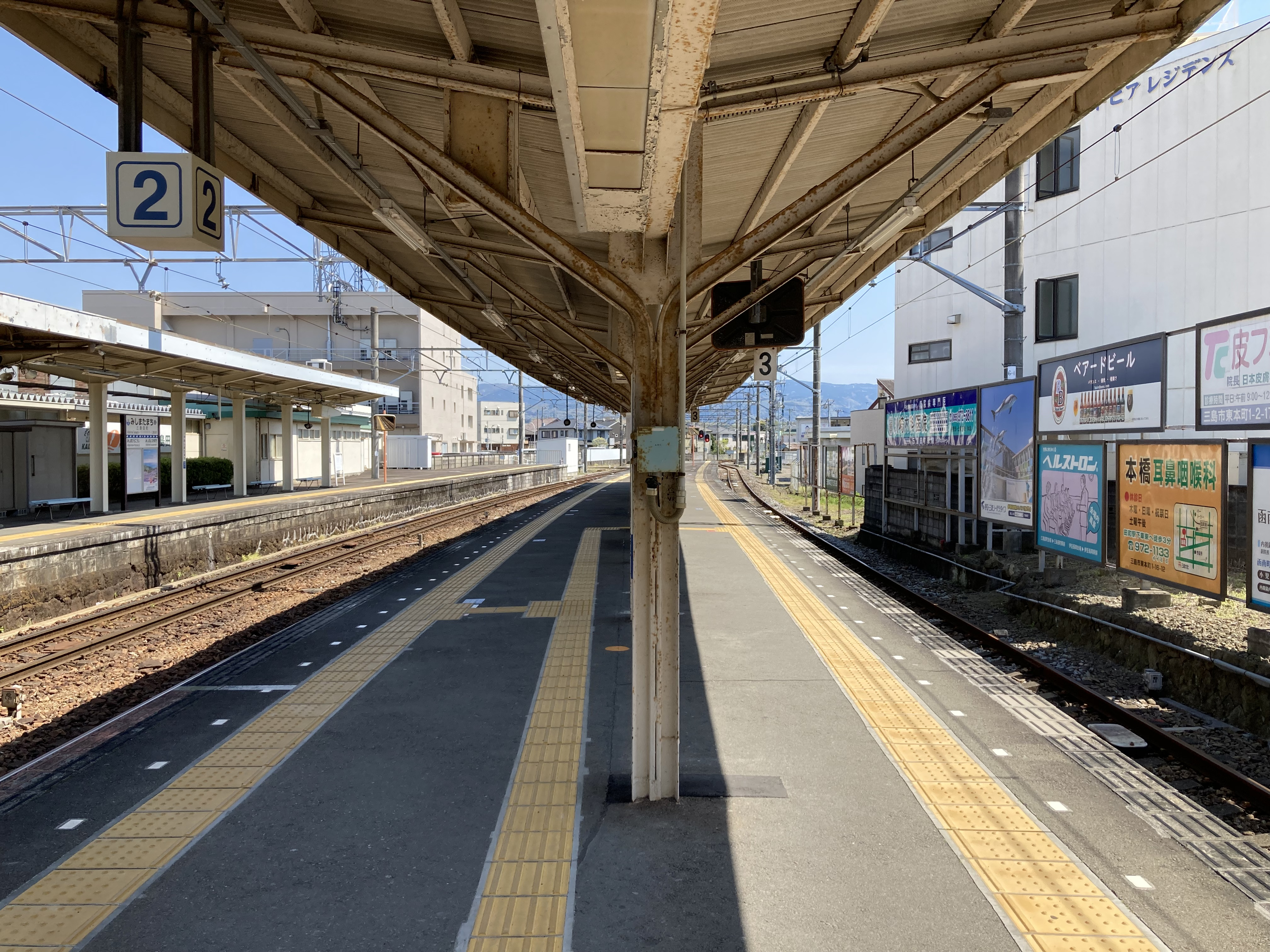
2號與3號月台
(2023年4月)

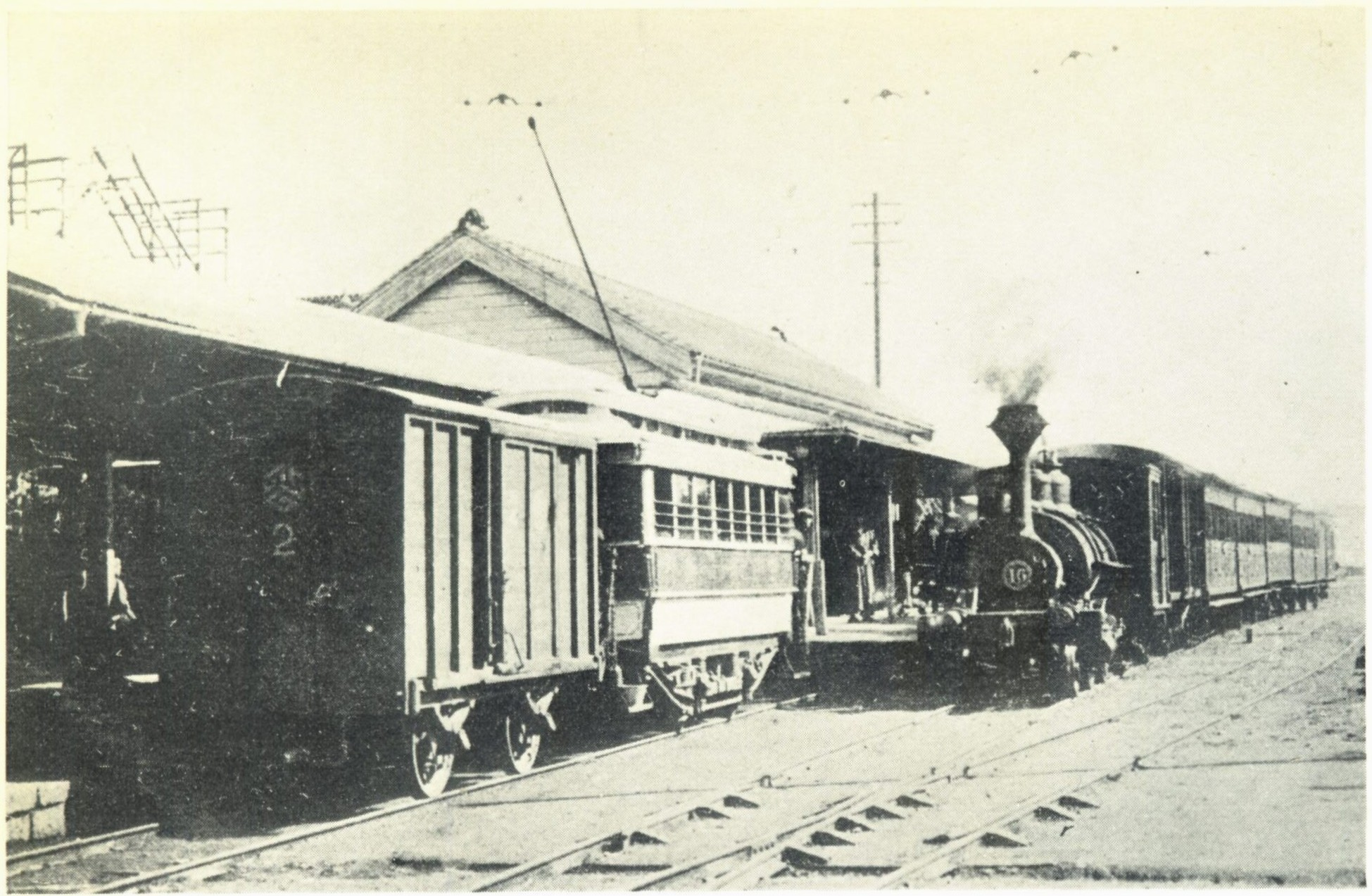
在三島町站時代的蒸氣機車（北海道炭礦鐵道15號形蒸氣機車）。在1914年不再駛入軌道線。

三島田町站（日语：／ Mishima-Tamachi eki */?）是位於靜岡縣三島市北田町3番62號，伊豆箱根鐵道的駿豆線車站。車站編號為IS03。

## 歷史
- 1898年（明治31年）
  - 5月20日：三島町（現時：三島田町）至南條（現時：伊豆長岡）之間開業，三島町站啟用。
  - 6月15日：三島（現時：御殿場線下土狩站）至三島町之間開通，成為中途站。
- 1919年（大正8年）5月25日：舊伊豆鐵道線三島至此站之間電氣化。隨後開始從此站駛入伊豆箱根鐵道軌道線（日语：伊豆箱根鉄道軌道線）（舊駿豆電氣鐵道）。
- 1949年（昭和24年）4月1日：不再駛入伊豆箱根鐵道軌道線（日语：伊豆箱根鉄道軌道線）。
- 1956年（昭和31年）2月1日：車站改名為三島田町站。
- 1964年（昭和39年）12月1日：結束貨物起卸業務。
- 1967年（昭和42年）4月2日：三島田町站綜合車站大樓落成。
- 1973年（昭和48年）1月1日：結束行李起卸業務。

## 車站構造
此站是地面車站，設有1面1線的單式月台和1面2線的島式月台。3號月台主要用作停靠不載客列車、臨時列車，以及普通列車待避之用。在2009年2月14日時間表修正中，3號月台沒有不載客列車停靠，同時在營業列車中，每日只有1班（上行56列車）列車停靠。幾乎所有列車都會在此站列車交會。不用交會的上行列車會使用1號月台。此站是特急「踊子」停車站，從前設有「快速」班次的時候，會通過此站，停靠在鄰站三島廣小路站。
此站設有自動閘機和商店。在2009年1月中旬，1、2號月台引入了發車音樂和發車鈴，採用了Arrow株式會社製作的2首樂曲。在引入發車音樂前，發車時會響起電鈴。

### 月台
| 月台 | 路線   | 上下行 | 方向                   |
| ---- | ------ | ------ | ---------------------- |
| 1    | 駿豆線 | 下行   | 修善寺方向             |
| 1    | 駿豆線 | 上行   | 三島方向               |
| 2    | 駿豆線 | 上行   | 三島、熱海、東京方向   |
| 3    | 駿豆線 | 上行   | 通常旅客列車不會使用。 |

## 使用狀況
根據「靜岡縣統計年鑑」，在2018年（平成30年）度，1日平均乘車人次為1,362人。
| 年度               | 1日平均 乘車人次 | 參考資料 |
| ------------------ | ---------------- | -------- |
| 1993年（平成05年） | 1,479            | [ * 1 ]  |
| 1994年（平成06年） | 1,632            | [ * 2 ]  |
| 1995年（平成07年） | 1,934            | [ * 3 ]  |
| 1996年（平成08年） | 1,957            | [ * 4 ]  |
| 1997年（平成09年） | 1,923            | [ * 5 ]  |
| 1998年（平成10年） | 1,941            | [ * 6 ]  |
| 1999年（平成11年） | 1,900            | [ * 7 ]  |
| 2000年（平成12年） | 1,820            | [ * 8 ]  |
| 2001年（平成13年） | 1,821            | [ * 9 ]  |
| 2002年（平成14年） | 1,782            | [ * 10 ] |
| 2003年（平成15年） | 1,730            | [ * 11 ] |
| 2004年（平成16年） | 1,737            | [ * 12 ] |
| 2005年（平成17年） | 1,762            | [ * 13 ] |
| 2006年（平成18年） | 1,753            | [ * 14 ] |
| 2007年（平成19年） | 1,784            | [ * 15 ] |
| 2008年（平成20年） | 1,752            | [ * 16 ] |
| 2009年（平成21年） | 1,695            | [ * 17 ] |
| 2010年（平成22年） | 1,650            | [ * 18 ] |
| 2011年（平成23年） | 1,547            | [ * 19 ] |
| 2012年（平成24年） | 1,541            | [ * 20 ] |
| 2013年（平成25年） | 1,509            | [ * 21 ] |
| 2014年（平成26年） | 1,400            | [ * 22 ] |
| 2015年（平成27年） | 1,436            | [ * 23 ] |
| 2016年（平成28年） | 1,406            | [ * 24 ] |
| 2017年（平成29年） | 1,368            | [ * 25 ] |
| 2018年（平成30年） | 1,362            | [ * 26 ] |

## 車站周邊
- 公共設施
  - 三島市政廳
  - 富士山南東消防本部（日语：富士山南東消防本部）
  - 佐野美術館（日语：佐野美術館）
- 寺社
  - 三嶋大社
- 郵局、金融
  - 三島郵局（日语：三島郵便局）
  - 三島大社町郵局
  - 三島信用金庫（日语：三島信用金庫）二日町分店
  - 静岡銀行 三島分店
  - 駿河銀行（日语：スルガ銀行） 三島分店
- 商業設施
  - 伊藤洋華堂三島店
  - 麥當勞 三島日清廣場店
  - 野島（日语：ノジマ）三島店
  - PC DEPOT（日语：PC DEPOT） 三島店
  - 門池超級市場（日语：スーパーカドイケ）三島田町店
- 交通
  - 三島市市營中央停車場
  - 静岡縣道143號三島田町停車場線（日语：静岡県道143号三島田町停車場線）

## 巴士路線
- 伊豆箱根巴士（日语：伊豆箱根バス）
  - 田町站 - 三島廣小路站 - 舊道、新道、國道1號 - 沼津站
  - 田町站 - 三島站 - 旭丘 - 加茂 - 富士見台
- 伊豆箱根巴士、東海巴士橙色穿梭（日语：東海バスオレンジシャトル）
  - 100日圓巴士「淺瀨號」（日语：三島市コミュニティバス#100円バス「せせらぎ号」）
    - 西回：田町站 - 大社前、市政廳 - 三島站 - 廣小路 - 佐野美術館（日语：佐野美術館） - 田町站
    - 東回：田町站 - 佐野美術館 - 廣小路 - 三島站 - 大社前、市政廳 - 田町站

※「淺瀨號」西回和東回的途經路線、巴士站與營運公司都有所不同。
- 伊豆箱根交通
  - 自主運行巴士「親睦號」（日语：三島市コミュニティバス#自主運行バス「ふれあい号」）

## 相鄰車站
伊豆箱根鐵道
■駿豆線
■特急「踊子」
三島（IS01）－三島田町（IS03）－大場（IS05）
■普通
三島廣小路（IS02）－三島田町（IS03）－三島二日町（IS04）

## 注腳
1. ↑  靜岡縣統計年鑑1993（平成5年）PDF（日語）
2. ↑  靜岡縣統計年鑑1994（平成6年）PDF（日語）
3. ↑  靜岡縣統計年鑑1995（平成7年）PDF（日語）
4. ↑  靜岡縣統計年鑑1996（平成8年）PDF（日語）
5. ↑  靜岡縣統計年鑑1997（平成9年）PDF（日語）
6. ↑  靜岡縣統計年鑑1998（平成10年）PDF（日語）
7. ↑  靜岡縣統計年鑑1999（平成11年）PDF（日語）
8. ↑  靜岡縣統計年鑑2000（平成12年）PDF（日語）
9. ↑  靜岡縣統計年鑑2001（平成13年）PDF（日語）
10. ↑  靜岡縣統計年鑑2002（平成14年）PDF（日語）
11. ↑  靜岡縣統計年鑑2003（平成15年）PDF（日語）
12. ↑  靜岡縣統計年鑑2004（平成16年）PDF（日語）
13. ↑  靜岡縣統計年鑑2005（平成17年）PDF（日語）
14. ↑  靜岡縣統計年鑑2006（平成18年）PDF（日語）
15. ↑  靜岡縣統計年鑑2007（平成19年）PDF（日語）
16. ↑  靜岡縣統計年鑑2008（平成20年）PDF（日語）
17. ↑  靜岡縣統計年鑑2009（平成21年）PDF（日語）
18. ↑  靜岡縣統計年鑑2010（平成22年）PDF（日語）
19. ↑  靜岡縣統計年鑑2011（平成23年）PDF（日語）
20. ↑  靜岡縣統計年鑑2012（平成24年）PDF（日語）
21. ↑  靜岡縣統計年鑑2013（平成25年）PDF（日語）
22. ↑  靜岡縣統計年鑑2014（平成26年）PDF（日語）
23. ↑  靜岡縣統計年鑑2015（平成27年）PDF（日語）
24. ↑  靜岡縣統計年鑑2016（平成28年）PDF（日語）
25. ↑  靜岡縣統計年鑑2017（平成29年）PDF（日語）
26. ↑  靜岡縣統計年鑑2018（平成30年）PDF（日語）

## 外部連結
- 伊豆箱根鐵道　三島田町站 （页面存档备份，存于）（日語）